# Selección de rugby de Escocia
La selección de rugby de Escocia representa a la nación británica en los torneos internacionales y es apodada el XV del Cardo. Existe desde 1871 y es organizada por la Unión de Rugby Escocesa (SRU).
Compite anualmente en el Torneo de las Seis Naciones (que ha ganado catorce veces en solitario y ocho veces compartido) y participa en la Copa del Mundo cada cuatro años, donde ha alcanzado las semifinales en Inglaterra 1991. Habitualmente el equipo ocupa un puesto próximo al décimo en el World Rugby Ranking.
Es una de las uniones que contribuyen a los Leones Británicos e Irlandeses con jugadores seleccionables. Además, tiene una gran rivalidad contra Inglaterra, compitiendo anualmente por la Copa Calcuta en el Seis Naciones.
Stuart Hogg es su líder en número de tries, Bill Maclagan fue nombrado su representante más emblemático del siglo XIX, Gavin Hastings es quien anotó más puntos con los Leones, Gordon Brown fue su forward más importante e Ian McGeechan el técnico británico más brillante del siglo XX. Son considerados de los mejores jugadores de la historia.

## Historia
Escocia venció a Inglaterra en el primer partido internacional de rugby, celebrado en Raeburn Place de Edimburgo en 1871. Participa en el Seis Naciones desde el primer torneo en 1883, su última victoria fue en el torneo de 1999 y aún no ha ganado la competición con Italia participante, quienes se incorporaron en la competencia en el año 2000.

## Los símbolos
Escocia tradicionalmente llevaba camiseta azul marino, pantalones blancos y medias azules. Pero el actual uniforme, fabricado por Canterbury of New Zealand, tiene los pantalones también azul marino. El patrocinador de la selección solía ser The Famous Grouse, una marca de whisky escocés cuyo logo llevaban en la camiseta y en los pantalones. En Francia, donde el patrocinio por parte de compañías de bebidas espirituosas está prohibido por ley el logotipo habitual era substituido por las siglas "TFG". Cuando Escocia es el equipo anfitrión y el rival juega habitualmente de colores oscuros, Escocia usa su segunda equipación. Tradicionalmente era una camiseta blanca con pantalones y medias azul marino. Durante un breve período, cuando Cotton
Oxford era el patrocinador, el jersey blanco se cambió por uno naranja brillante con aros azules en las mangas. La primera vez que se usó fue frente o New Zealand Māori, el 4 de noviembre de 1998. Este jersey fue substituido por el tradicional blanco dos años después.
El 3 de septiembre de 2007 se anunció que la compañía del presidente del Rangers F.C., Sir David Murray, será el nuevo patrocinador de la selección, invirtiendo 2,7 millones de libras esterlinas (alrededor de 2,9 millones de euros) en los próximos tres años. Esto supuso el fin de la relación, tras 17 años del equipo con The Famous Grouse, compañía que pese a todo sigue muy ligada a la selección siendo el principal patrocinador "espiritual", ya que paga un décimo de lo que aportaba antes para que la Federación Escocesa de Rugby no se afilie con ningún otro productor de whisky.

### El Cardo
El cardo es la flor nacional, y también el símbolo de la selección de rugby. De acuerdo con la leyenda el cardo guardián jugó un papel muy importante en la defensa de Escocia, durante el ataque nocturno por parte de los daneses, ya que uno de los invasores piso un cardo y emitió un fuerte grito de dolor, alertando a los defensores escoceses.

### El lema
La locución latina Nemo me impune lacessit (Wha daur meddle wi me?, Nadie me hiere impunemente en castellano), es una antigua divisa de los Reyes de Escocia, y también de la primera orden de caballería escocesa, de la Más Antigua y Más Noble Orden del Cardo y de la Guardia Escocesa (las dos pertenecientes al Rey).

### El himno
El himno Flower of Scotland es el que viene utilizándose como himno no oficial de Escocia, desde 1990. Fue escrito por Roy Williamson miembro del grupo The Corries en 1967, y adoptado por la SRU (Federación Escocesa de Rugby),  para sustituir al God Save the Queen, himno del Reino Unido, también utilizado por los ingleses. La primera vez que se utilizó Flower of Scotland como himno, fue en el Cinco Naciones.

### Alba
Desde hace unos años se viene llevando una campaña para que el nombre en gaélico escocés de Escocia, Alba, aparezca en la ropa de la selección de rugby. Desde 2005, la Federación de Rugby apoya el uso del gaélico escocés en las camisetas de su equipos en reconocimiento del resurgir del gaélico en ese país.

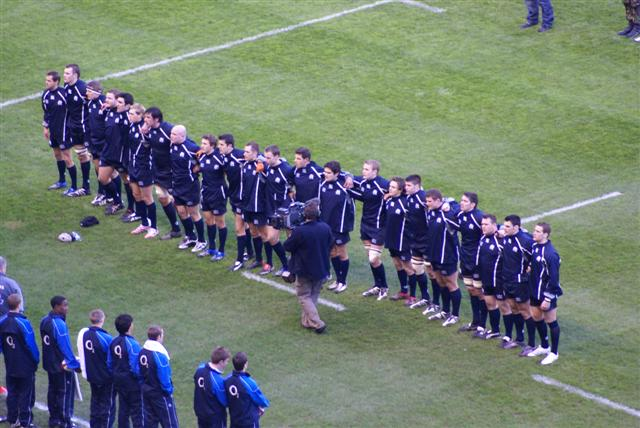
La Selección de Escocia durante la interpretación del himno antes de comenzar el partido.
El Escudo del Reino Unido utilizado en Escocia, con collar de la Orden del Cardo y el lema Nemo me impune lacessit.
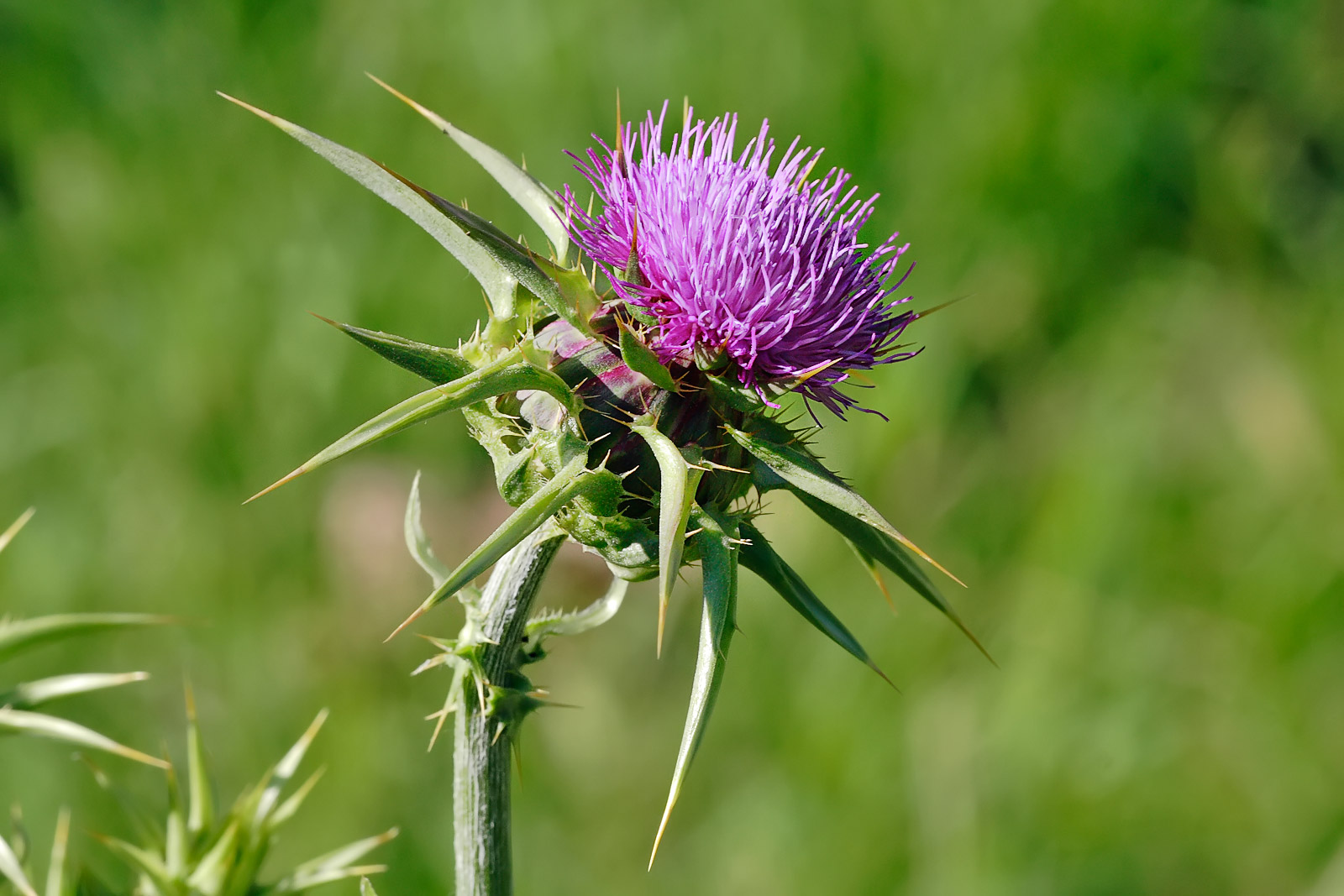
El thistle (cardo), el símbolo de Escocia.

## Estadio
De 1871 a 1925 la selección escocesa disputó sus encuentros como local en varios estadios antes de instalarse finalmente en Murrayfield.

### A la búsqueda de una casa propia
Forzada a alquilar diferentes estadios de cricket para poder jugar partidos, la Federación Escocesa de Rugby (SRU por aquellos años Scottish Football Union), quiere resolver de una vez el problema y encontrar un lugar dónde jugar. Tras siete años de ardua búsqueda, ya que ningún municipio quiere acoger los partidos, con el pretexto de que los seguidores que llegaban a los partidos eran como hordas salvajes. Por fin en 1897, adquieren un terreno en Inverleith (un barrio de Edimburgo) por la suma de 3.800 ₤, siendo la primera de las cuatro federaciones británicas en poseer su propio estadio. El primer partido en su nueva casa tiene lugar el 18 de febrero de 1899, se enfrentaría a la selección irlandesa, y el partido acabó con derrota de los escoceses por 3 a 9. Inverleith acogió los partidos de Escocia hasta el 25 de enero de 1925, fecha en la que el XV del Cardo se instalaría en Murrayfield (Edimburgo) el 21 de marzo de ese mismo año.

### Murrayfield

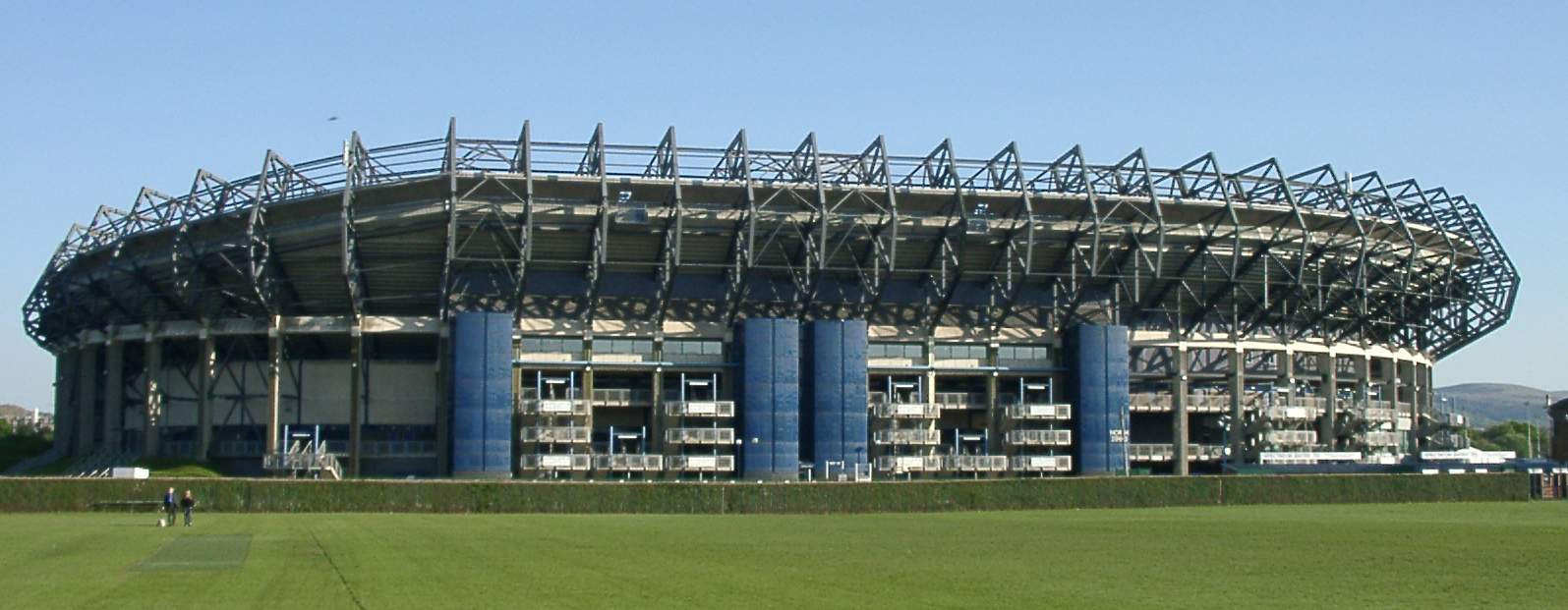
Murrayfield.

La federación escocesa adquiere un terreno en 1920  al Edinburgh Polo Club y construye el primer estadio de Murrayfield que fue inaugurado el 21 de marzo de 1925. El primer partido disputado en su nueva casa fue contra la selección inglesa y fue presenciado por 70.000 espectadores. El partido finalizó con victoria escocesa, que además lograron su primer Grand Slam.
Durante la Segunda Guerra Mundial, Murrayfield fue utilizado como almacén por la Royal Air Force, y hasta 1944 los escoceses tuvieron que jugar sus partidos en Inverleith hasta 1944, fecha en la que la RAF dejó el lugar.

## Entrenadores

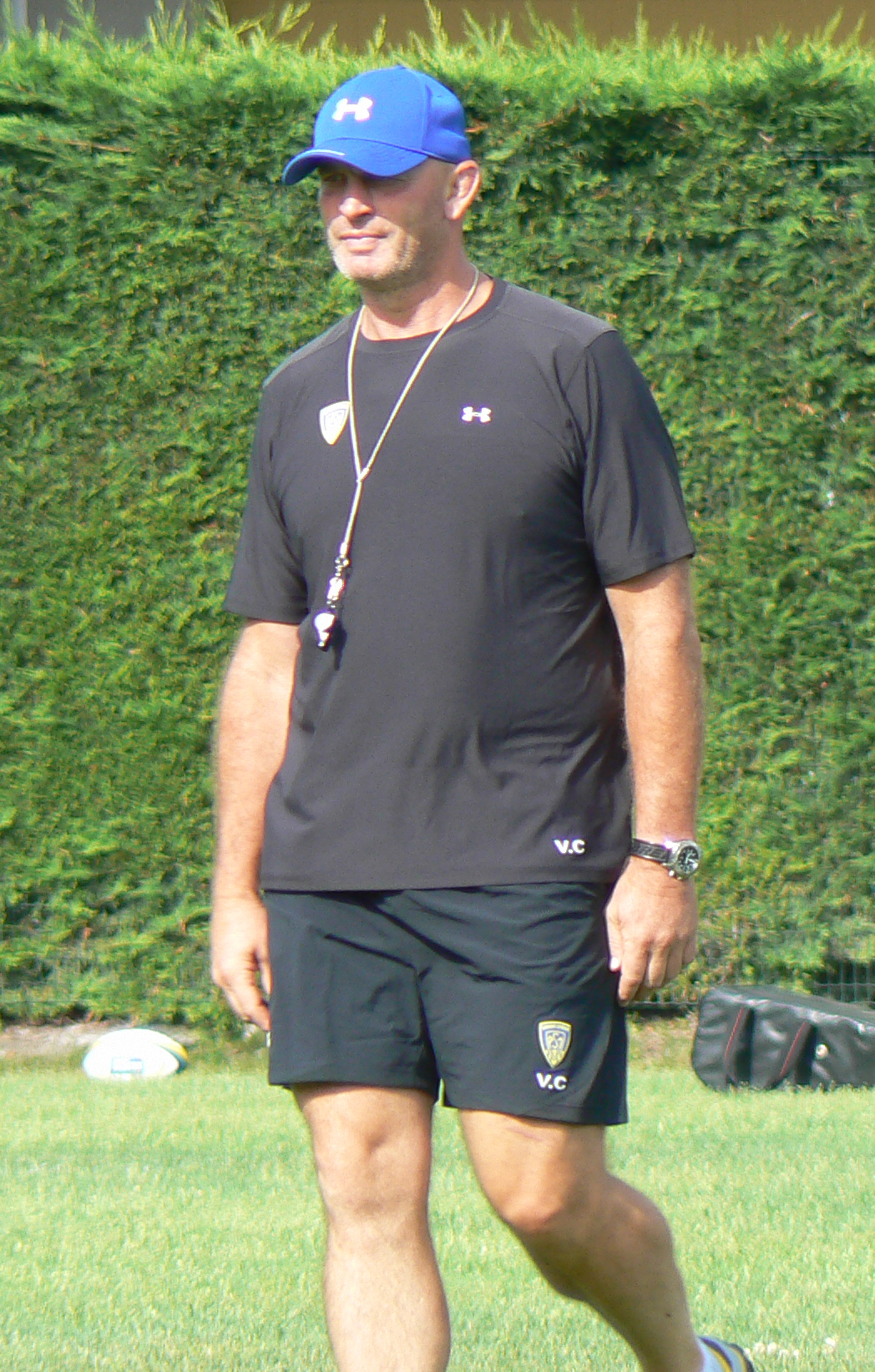
Vern Cotter es el último extranjero.

Si no se indica la nacionalidad, es escocés:
- 1971–1977: Bill Dickinson
- 1977–1980: Nairn MacEwan
- 1980–1984: Jim Telfer
- 1984–1985: Colin Telfer
- 1985–1988: Derrick Grant
- 1988–1993: Ian McGeechan
- 1993–1999: Jim Telfer
- 1999–2003: Ian McGeechan
- 2003–2005:  Matt Williams
- 2005–2009: Frank Hadden
- 2009–2012:  Andy Robinson
- 2012–2014:  Scott Johnson
- 2014–2017:  Vern Cotter
- 2017–: Gregor Townsend

## Escocia en la Copa del Mundo
Las participaciones de los escoceses en la copa del mundo no son muy brillantes, a excepción de la edición de 1991 en la que alcanzó las semifinales del torneo y ocupando la 4.ª posición después de perder con Nueva Zelanda. La Copa del Mundo celebró su primera edición en Nueva Zelanda 1987 y Escocia ha competido en los ocho campeonatos. El mejor puesto de la selección escocesa, en la Copa del mundo fue en Inglaterra 1991. Llegaron a semifinales donde perdieron con la selección inglesa. Terminarían el torneo jugando por el tercer y cuarto puesto, siendo de nuevo derrotados, esta vez por los All Blacks.
Participaciones de la selección escocesa en la copa del mundo
| Año                | Fase             | Posición | PJ | PG | PE | PP | PF   | PC  |
| Nueva Zelanda 1987 | Cuartos de final | 6.º      | 4  | 2  | 1  | 1  | 138  | 99  |
| Inglaterra 1991*   | Cuarto puesto    | 4.º      | 6  | 4  | 0  | 2  | 162  | 64  |
| Sudáfrica 1995     | Cuartos de final | 6.º      | 6  | 4  | 0  | 2  | 179  | 75  |
| Gales 1999*        | Cuartos de final | 6.º      | 4  | 2  | 0  | 2  | 173  | 108 |
| Australia 2003     | Cuartos de final | 8.º      | 5  | 3  | 0  | 2  | 118  | 130 |
| Francia 2007*      | Cuartos de final | 8.º      | 5  | 3  | 0  | 2  | 129  | 85  |
| Nueva Zelanda 2011 | Fase de grupos   | 9.º      | 4  | 2  | 0  | 2  | 73   | 59  |
| Inglaterra 2015    | Cuartos de final | 8.º      | 5  | 3  | 0  | 2  | 170  | 128 |
| Japón 2019         | Fase de grupos   | 10°      | 4  | 2  | 0  | 2  | 119  | 55  |
| Francia 2023       | Fase de grupos   | 10°      | 4  | 2  | 0  | 2  | 146  | 71  |
| Australia 2027     | Clasificado      |          |    |    |    |    |      |     |
| Total              |                  | 6.º      | 46 | 26 | 1  | 19 | 1407 | 874 |
| ------------------ | ---------------- | -------- | -- | -- | -- | -- | ---- | --- |

- En 1991, Escocia jugó cuatro de sus cinco partidos en territorio local, en el Estadio Murrayfield de Edimburgo.
- En 1999, Escocia jugó sus cinco partidos en territorio local, en el Estadio Murrayfield de Edimburgo.
- En 2007, Escocia jugó dos de sus cinco partidos en territorio local, en el Estadio Murrayfield de Edimburgo.

## Estadísticas
La selección escocesa ha participado en las 130 ediciones del torneo de las Seis Naciones, (Británico, Cuatro Naciones, Cinco Naciones y actual). En 22 ediciones ha conseguido el triunfo, 14 en solitario y 8 compartido con una o más selecciones. En la historia del torneo ha conseguido 3 Grand Slam.
|                                           | Inglaterra | Francia | Irlanda | Italia | Escocia | Gales   |
| ----------------------------------------- | ---------- | ------- | ------- | ------ | ------- | ------- |
| Torneos                                   | 128        | 95      | 130     | 25     | 130     | 130     |
| Torneo Británico                          | 5 (4)      | -       | 4 (3)   | -      | 9 (2)   | 7 (3)   |
| Cinco Naciones                            | 17 (6)     | 12 (8)  | 6 (5)   | -      | 5 (6)   | 15 (8)  |
| Seis Naciones                             | 7          | 6       | 6       | -      | -       | 6       |
| Triunfos absolutos (Triunfos compartidos) | 29 (10)    | 18 (8)  | 16 (8)  | 0 (0)  | 14 (8)  | 28 (11) |
| Grand Slams                               | 13         | 10      | 4       | 0      | 3       | 12      |
| Triple Corona                             | 26         | N/A     | 13      | N/A    | 10      | 22      |

### Copa Calcuta
De las 116 ocasiones que escoceses e ingleses se han enfrentado por la Copa Calcuta, Escocia la ha ganado en 40 ocasiones, los ingleses en 74 y en 14 ocasiones el partido terminó en empate.

### Estadísticas globales
Escocia consiguió 100 puntos por vez primera derrotando a una joven e inexperta selección de rugby de Japón 100–8 el 13 de noviembre de 2004. El récord previo había sido 89–0 contra Costa de Marfil en la primera ronda de la Copa Mundial de 1995. El partido contra Japón se jugó en casa de St. Johnstone F.C., McDiarmid Park, Perth. Fue la primera vez que Escocia jugó al "Norte del Forth" (esto es, el Firth of Forth) en la región caledonia. En ese mismo juego, Chris Paterson adelantó a Andy Irvine en la lista de los jugadores escoceses que más puntos obtuvieron.
A continuación, una tabla de los test matches jugados por el XV de Escocia hasta el 24 de noviembre de 2024.
| Rival             | Jugados | Ganados | Perdidos | Empates | % Victorias |
| ----------------- | ------- | ------- | -------- | ------- | ----------- |
| Argentina         | 22      | 11      | 11       | 0       | 50.0%       |
| Australia         | 35      | 13      | 22       | 0       | 37.1%       |
| Canadá            | 6       | 5       | 1        | 0       | 83.3%       |
| Chile             | 1       | 1       | 0        | 0       | 100.0%      |
| Costa de Marfil   | 1       | 1       | 0        | 0       | 100.0%      |
| España            | 1       | 1       | 0        | 0       | 100.0%      |
| Estados Unidos    | 7       | 6       | 1        | 0       | 85.7%       |
| Fiyi              | 10      | 8       | 2        | 0       | 77.7%       |
| Francia           | 103     | 40      | 60       | 3       | 38.8%       |
| Gales             | 130     | 52      | 75       | 3       | 40.0%       |
| Georgia           | 6       | 6       | 0        | 0       | 100.0%      |
| Inglaterra        | 142     | 47      | 76       | 19      | 33.0%       |
| Irlanda           | 142     | 66      | 71       | 5       | 47.1%       |
| Italia            | 37      | 28      | 9        | 0       | 75.6%       |
| Japón             | 9       | 8       | 1        | 0       | 88.8%       |
| Nueva Zelanda     | 32      | 0       | 30       | 2       | 0.0%        |
| Pacific Islanders | 1       | 1       | 0        | 0       | 100.0%      |
| Portugal          | 2       | 2       | 0        | 0       | 100.0%      |
| Presidents XV     | 1       | 1       | 0        | 0       | 100.0%      |
| Rumania           | 14      | 12      | 2        | 0       | 85.7%       |
| Rusia             | 1       | 1       | 0        | 0       | 100.0%      |
| Samoa             | 12      | 10      | 1        | 1       | 83.3%       |
| Sudáfrica         | 30      | 5       | 26       | 0       | 16.6%       |
| Tonga             | 6       | 5       | 1        | 0       | 83.3%       |
| Uruguay           | 2       | 2       | 0        | 0       | 100.0%      |
| Zimbabue          | 2       | 2       | 0        | 0       | 100.0%      |
| Total             | 755     | 334     | 388      | 33      | 44.23%      |

## Plantel
El 18 de agosto de 2023, Gregor Townsend anunció los 33 jugadores para el equipo de la Copa Mundial de Rugby de 2023.
El 14 de septiembre de 2023, Dave Cherry fue retirado del equipo de Escocia para la Copa del Mundo, tras sufrir una conmoción cerebral. Fue reemplazado por Stuart McInally.
| Nombre              | Posición       | Fecha de nacimiento      | Encuentros | Club                  |
| ------------------- | -------------- | ------------------------ | ---------- | --------------------- |
| Ewan Ashman         | hooker         | 3 de abril de 2000       | 9          | Edinburgh             |
| Stuart McInally     | hooker         | 9 de agosto de 1990      | 49         | Edinburgh             |
| George Turner       | hooker         | 8 de octubre de 1992     | 37         | Glasgow Warriors      |
| Jamie Bhatti        | pilar          | 8 de septiembre de 1993  | 32         | Glasgow Warriors      |
| Zander Fagerson     | pilar          | 19 de enero de 1996      | 59         | Glasgow Warriors      |
| WP Nel              | pilar          | 30 de abril de 1986      | 56         | Edinburgh             |
| Pierre Schoeman     | pilar          | 7 de mayo de 1994        | 23         | Edinburgh             |
| Javan Sebastian     | pilar          | 2 de septiembre de 1994  | 6          | Edinburgh             |
| Rory Sutherland     | pilar          | 24 de agosto de 1992     | 25         | Sin equipo            |
| Scott Cummings      | segunda línea  | 3 de diciembre de 1996   | 29         | Glasgow Warriors      |
| Grant Gilchrist     | segunda línea  | 9 de agosto de 1990      | 65         | Edinburgh             |
| Richie Gray         | segunda línea  | 24 de agosto de 1989     | 75         | Glasgow Warriors      |
| Sam Skinner         | segunda línea  | 31 de enero de 1995      | 28         | Edinburgh             |
| Luke Crosbie        | ala            | 22 de abril de 1997      | 5          | Edinburgh             |
| Rory Darge          | ala            | 23 de febrero de 2000    | 11         | Glasgow Warriors      |
| Jack Dempsey        | ala            | 12 de abril de 1994      | 12         | Glasgow Warriors      |
| Matt Fagerson       | ala            | 16 de julio de 1998      | 36         | Glasgow Warriors      |
| Jamie Ritchie       | ala            | 16 de agosto de 1996     | 43         | Edinburgh             |
| Hamish Watson       | ala            | 15 de octubre de 1991    | 58         | Edinburgh             |
| George Horne        | medio scrum    | 12 de mayo de 1995       | 23         | Glasgow Warriors      |
| Ali Price           | medio scrum    | 12 de mayo de 1993       | 63         | Glasgow Warriors      |
| Ben White           | medio scrum    | 27 de mayo de 1998       | 17         | Rugby Club Toulonnais |
| Ben Healy           | medio apertura | 29 de junio de 1999      | 3          | Edinburgh             |
| Finn Russell        | medio apertura | 23 de septiembre de 1992 | 72         | Bath Rugby            |
| Chris Harris        | centro         | 28 de diciembre de 1990  | 44         | Gloucester Rugby      |
| Huw Jones           | centro         | 17 de diciembre de 1993  | 39         | Glasgow Warriors      |
| Cameron Redpath     | centro         | 23 de diciembre de 1999  | 7          | Bath Rugby            |
| Sione Tuipulotu     | centro         | 12 de febrero de 1997    | 19         | Glasgow Warriors      |
| Darcy Graham        | wing           | 21 de junio de 1997      | 35         | Edinburgh             |
| Kyle Steyn          | Wing           | 29 de enero de 1994      | 13         | Glasgow Warriors      |
| Duhan van der Merwe | wing           | 4 de junio de 1995       | 31         | Edinburgh             |
| Blair Kinghorn      | zaguero        | 18 de enero de 1997      | 46         | Edinburgh             |
| Ollie Smith         | zaguero        | 7 de agosto de 2000      | 6          | Glasgow Warriors      |

## Jugadores notables

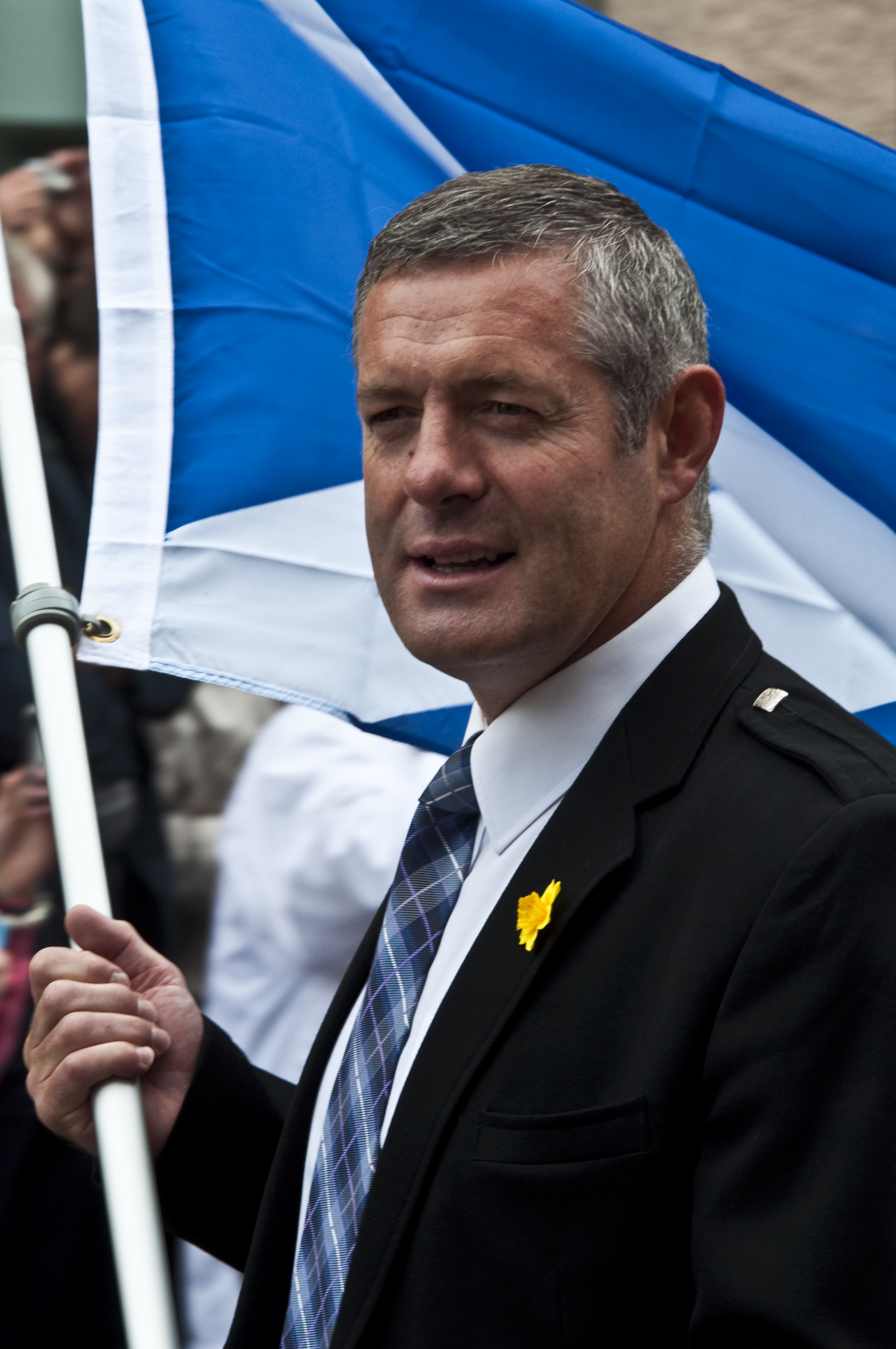
Gavin Hastings el mejor de la historia.

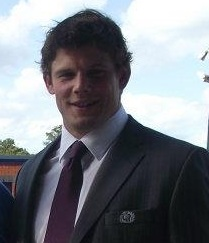
Ross Ford jugó más partidos.

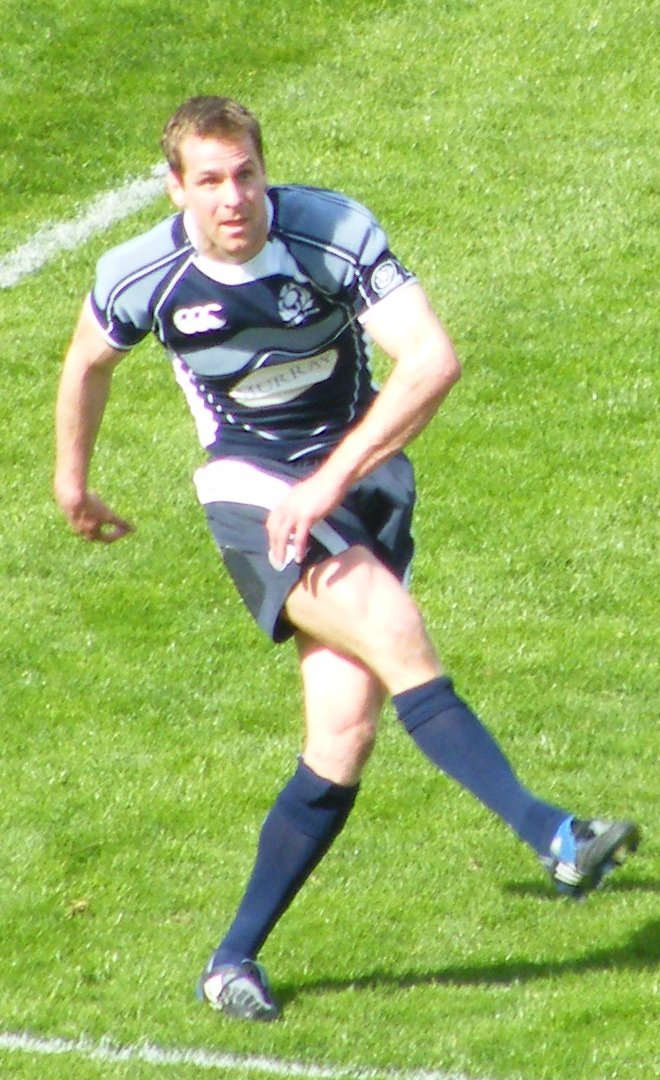
Paterson es el máximo anotador.

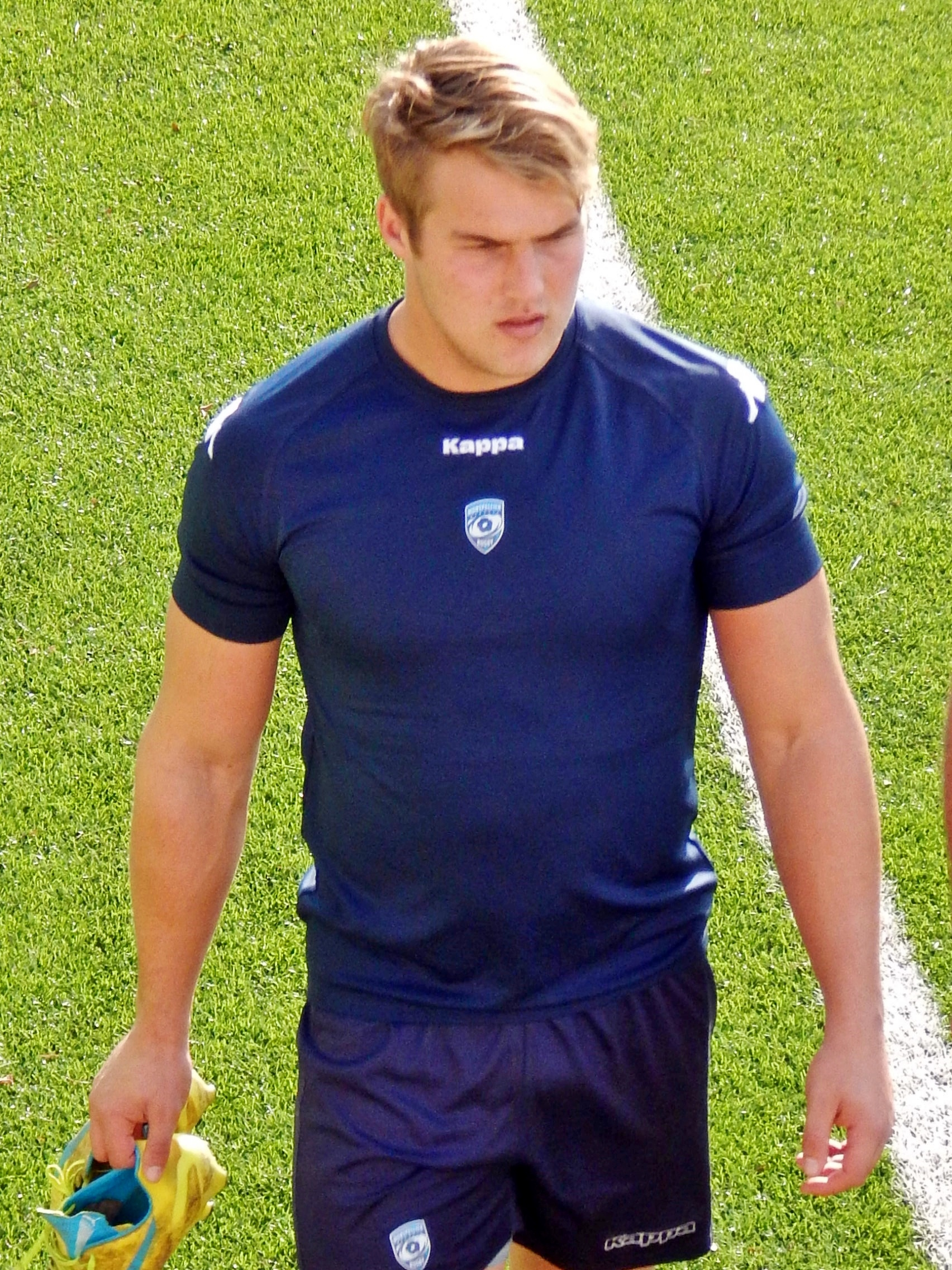
Van der Merwe anotó más tries.

Hasta los Premios World Rugby 2024, nueve jugadores: David Bedell-Sivright, Gordon Brown, Jim Greenwood, Gavin Hastings, Andy Irvine, Bill Maclagan, Phil Macpherson, Ian McGeechan y Jim Telfer, son miembros del World Rugby Salón de la Fama.
Para los siguientes registros solo se consideran los partidos de prueba. En negrita los jugadores siguen activos y en cursiva continúan activos solo en sus clubes.

### Más pruebas jugadas
Pruebas actualizadas el 14 de junio de 2025
|    | Jugador         | Pruebas | Posición      | Carrera   |
| -- | --------------- | ------- | ------------- | --------- |
| 1  | Ross Ford       | 110     | Hooker        | 2004–2017 |
| 2  | Chris Paterson  | 109     | Fullback      | 1999–2011 |
| 3  | Sean Lamont     | 105     | Wing          | 2004–2016 |
| 4  | Stuart Hogg     | 100     | Fullback      | 2012–2023 |
| 5  | Scott Murray    | 87      | Segunda línea | 1997–2007 |
| 6  | Finn Russell    | 87      | Apertura      | 2014–     |
| 7  | Mike Blair      | 85      | Medio scrum   | 2002–2012 |
| 8  | Gregor Townsend | 82      | Apertura      | 1993–2003 |
| 9  | Jonny Gray      | 81      | Segunda línea | 2013–     |
| 10 | Grant Gilchrist | 80      | Segunda línea | 2013–     |

### Máximos anotadores
Puntos actualizados el 14 de junio de 2025
|    | Jugador        | Puntos | Posición    | Carrera   |
| -- | -------------- | ------ | ----------- | --------- |
| 1  | Chris Paterson | 809    | Fullback    | 1999–2011 |
| 2  | Greig Laidlaw  | 714    | Medio scrum | 2010–2019 |
| 3  | Gavin Hastings | 667    | Fullback    | 1986–1995 |
| 4  | Finn Russell   | 436    | Apertura    | 2014–     |
| 5  | Andy Irvine    | 269    | Fullback    | 1972–1982 |
| 6  | Dan Parks      | 266    | Apertura    | 2004–2012 |
| 7  | Kenny Logan    | 220    | Wing        | 1992–2003 |
| 8  | Peter Dods     | 210    | Fullback    | 1983–1991 |
| 9  | Stuart Hogg    | 171    | Fullback    | 2012–2023 |
| 10 | Craig Chalmers | 166    | Apertura    | 1989–1999 |

### Máximos anotadores de tries
Tries actualizados el 14 de junio de 2025
|    | Jugador             | Tries | Posición | Carrera   |
| -- | ------------------- | ----- | -------- | --------- |
| 1  | Duhan van der Merwe | 31    | Wing     | 2020–     |
| 2  | Darcy Graham        | 30    | Wing     | 2018–     |
| 3  | Stuart Hogg         | 27    | Fullback | 2012–2023 |
| 4  | Ian Smith           | 24    | Wing     | 1924–1933 |
| 5  | Tony Stanger        | 24    | Wing     | 1989–1998 |
| 6  | Huw Jones           | 23    | Centro   | 2016–     |
| 7  | Chris Paterson      | 22    | Fullback | 1999–2011 |
| 8  | Tommy Seymour       | 20    | Wing     | 2013–2019 |
| 9  | Gavin Hastings      | 17    | Fullback | 1986–1995 |
| 10 | Gregor Townsend     | 17    | Apertura | 1993–2003 |

## Palmarés
- Torneo de las Seis Naciones 14 (8*): 1886*, 1887, 1890*, 1891, 1895, 1901, 1903, 1904, 1907, 1920*, 1925, 1926*, 1927*, 1929, 1933, 1938, 1964*, 1973*, 1984, 1986*, 1990 y 1999.

- Grand Slam (3): 1925, 1984 y 1990.

- Triple Corona (10): 1891, 1895, 1901, 1903, 1907, 1925, 1933, 1938, 1984 y 1990.

- Copa Calcuta (45): 1882, 1890, 1893, 1894, 1895, 1896, 1899, 1901, 1903, 1904, 1905, 1907, 1908, 1909, 1912, 1925, 1926, 1927, 1929, 1931, 1932, 1935, 1938, 1948, 1950, 1964, 1966, 1970, 1971, 1972, 1974, 1976, 1983, 1984, 1986, 1990, 2000, 2006, 2008, 2018, 2019, 2021, 2022, 2023 y 2024.

- Centenary Quaich (14): 1989, 1990, 1991, 1992, 1993, 1995, 1996, 1997, 1998, 1999, 2001, 2010, 2013 y 2017.

- Copa Hopetoun (6): 2009, 2012, 2017-I, 2017-II, 2021 y 2024.

- Trofeo Auld Alliance (3): 2018, 2020 y 2021.

- Copa Doddie Weir (4): 2020, 2023, 2024 y 2025.

- Cuttitta Cup (3): 2022, 2023 y 2025.

- Trofeo Douglas Horn (4): 2008, 2014, 2018 y 2024.